# 植民地大臣
植民地大臣（しょくみんちだいじん、英: Secretary of State for the Colonies）は、イギリスの内閣にかつて存在した閣僚職。世界中に版図を広げた大英帝国の植民地支配に関する事務を取り扱う植民地省を統括した。

## 歴史
18世紀、大英帝国の植民地が拡大し、その対策が重要となったのを受けて、1768年にアメリカおよび植民地大臣(Secretary of State for the American and Colonial Affairs)のポストが新設された。しかし1782年に北アメリカ植民地の独立が確実の情勢となったのを受けてこのポストは廃止され、植民地に関する業務は内務大臣が担うことになった。
18世紀末にフランス革命戦争が勃発したことで軍事面の統括を強める観点から1801年に陸軍大臣が植民地問題を所管することになり、陸軍・植民地大臣(Secretary of State for War and the Colonies)のポストが新設された。
19世紀中期のクリミア戦争で陸軍の非効率性が浮き彫りとなったことで陸軍・植民地省改革の動きが強まり、1854年には植民地問題が陸軍から切り離され、改めて陸軍大臣と植民地大臣が設置されることとなった。
大英帝国の最盛期であるヴィクトリア朝において植民地大臣は「帝国の使命(Imperial Mission)」を担う者であるという強い自負心を抱く者が多かった。第4代カーナーヴォン伯爵ヘンリー・ハーバートは「帝国主義には二種類あり、一つは皇帝専制などの誤った帝国主義。もう一つは英国の帝国主義だが、これは平和を維持し、現地民を教化し、飢餓から救い、世界各地の臣民を忠誠心によって結び付け、世界から尊敬される政治体制である。帝国主義には確かに領土拡張を伴うが、英国のそれは弱い者イジメではなく、英国の諸制度と健全な影響を必要とあれば武力を用いてでも世界に押し広げていくことに他ならない。」と豪語し。同じくジョゼフ・チェンバレンは「私は第一に大英帝国、第二にイギリス民族を信じる。イギリス民族こそが世界で最も偉大な支配民族であると確信している。これは空虚な誇りではない。現に我らが広大な領土を統治していることで実証されていることだ」、「未開発地域の文明化こそがイギリスの使命である」と豪語していた。
ただし大英帝国植民地のうちインドに関する事務はインド大臣が所管した。また1925年以降は植民地のうち自治領(ドミニオン)に関する事務は自治領大臣(1947年には英連邦関係大臣に改名)が担うことになり、植民地省は自治領以外の植民地を所管する役所となった。
第二次世界大戦後、大英帝国の植民地はほとんどが独立した。植民地省が管理する植民地臣民の数も1946年には6500万人だったのが、20年後にはその数は十分の一以下まで激減した。役割が減った植民地大臣は、1966年に英連邦関係大臣と合体されて英連邦大臣に改組された。さらにその2年後の1968年には英連邦大臣と外務大臣が合体され、外務・英連邦・開発大臣となり、現在に至っている。

## 植民地大臣一覧
所属政党

### アメリカおよび植民地大臣 (1768年–1782年)
| 肖像 | 肖像                      | 名前 (生没年)                                      | 期間                          | 内閣 （首相所属政党） | 内閣 （首相所属政党）         |
| ---- | ------------------------- | -------------------------------------------------- | ----------------------------- | --------------------- | ----------------------------- |
|      |                           | 初代ヒルズバラ伯爵 ウィルズ・ヒル (1718–1793)      | 1768年2月27日 -1772年8月27日  |                       | グラフトン公内閣 (ホイッグ党) |
|      | ノース卿内閣 (トーリー党) | 初代ヒルズバラ伯爵 ウィルズ・ヒル (1718–1793)      | 1768年2月27日 -1772年8月27日  |                       |                               |
|      |                           | 第2代ダートマス伯爵 ウィリアム・レッグ (1731–1801) | 1772年8月27日 -1775年11月10日 |                       |                               |
|      |                           | ジョージ・ジャーメイン卿 (1716–1785)               | 1775年11月10日 -1782年2月     |                       |                               |
|      |                           | ウェルボア・エリス (1713–1802)                     | 1782年2月 -1782年3月8日       |                       |                               |

1782年の植民地大臣ポスト廃止後、1854年の植民地大臣ポスト復活まで植民地に関する事務は以下のポストが担った。
- 内務大臣 (1782年-1801年)
- 陸軍・植民地大臣 (1801年-1854年)

### 植民地大臣 (1854年–1966年)
| 肖像 | 肖像                             | 名前 (生没年)                                                               | 期間                           | 所属政党       | 内閣 (首相所属政党) | 内閣 (首相所属政党)                       |
| ---- | -------------------------------- | --------------------------------------------------------------------------- | ------------------------------ | -------------- | ------------------- | ----------------------------------------- |
|      |                                  | 第2代準男爵 サー・ジョージ・グレイ (1799–1882)                              | 1854年6月12日 -1855年2月8日    | ホイッグ党     |                     | アバディーン伯内閣 (ピール派)             |
|      |                                  | シドニー・ハーバート (1810–1861)                                            | 1855年2月8日 -1855年2月23日    | ホイッグ党     |                     | 第1次パーマストン子爵内閣 (ホイッグ党)    |
|      |                                  | ジョン・ラッセル卿 (1792–1878)                                              | 1855年2月23日 -1855年7月21日   | ホイッグ党     |                     | 第1次パーマストン子爵内閣 (ホイッグ党)    |
|      |                                  | 第8代準男爵 サー・ウィリアム・モールスワース (1810–1855)                    | 1855年7月21日 -1855年11月21日  | 急進派         |                     | 第1次パーマストン子爵内閣 (ホイッグ党)    |
|      |                                  | ヘンリー・ラブーシェア (1798–1869)                                          | 1855年11月21日 -1858年2月21日  | ホイッグ党     |                     | 第1次パーマストン子爵内閣 (ホイッグ党)    |
|      |                                  | スタンリー卿 エドワード・スタンリー (1826–1893)                             | 1858年2月26日 -1858年6月5日    | 保守党         |                     | 第2次ダービー伯爵内閣 (保守党)            |
|      |                                  | エドワード・ブルワー＝リットン (1803–1873)                                  | 1858年6月5日 -1859年6月11日    | 保守党         |                     | 第2次ダービー伯爵内閣 (保守党)            |
|      |                                  | 第5代ニューカッスル公爵 ヘンリー・ペラム＝クリントン (1811–1864)            | 1859年6月18日 -1864年4月7日    | 自由党         |                     | 第2次パーマストン子爵内閣 (自由党)        |
|      |                                  | エドワード・カードウェル (1813–1886)                                        | 1864年4月7日 -1866年6月26日    | 自由党         |                     | 第2次パーマストン子爵内閣 (自由党)        |
|      | 第2次ラッセル伯爵内閣 (自由党)   | エドワード・カードウェル (1813–1886)                                        | 1864年4月7日 -1866年6月26日    | 自由党         |                     |                                           |
|      |                                  | 第4代カーナーヴォン伯爵 ヘンリー・ハーバート (1831–1890)                    | 1866年7月6日 -1867年3月8日     | 保守党         |                     | 第3次ダービー伯爵内閣 (保守党)            |
|      |                                  | バッキンガム＝シャンドス公爵 リチャード・テンプル＝グレンヴィル (1823–1889) | 1867年3月8日 -1868年12月1日    | 保守党         |                     | 第3次ダービー伯爵内閣 (保守党)            |
|      | 第1次ディズレーリ内閣 (保守党)   | バッキンガム＝シャンドス公爵 リチャード・テンプル＝グレンヴィル (1823–1889) | 1867年3月8日 -1868年12月1日    | 保守党         |                     |                                           |
|      |                                  | 第2代グランヴィル伯爵 グランヴィル・ルーソン＝ゴア (1815–1891)              | 1868年12月9日 1870年7月6日     | 自由党         |                     | 第1次グラッドストン内閣 (自由党)          |
|      |                                  | 初代キンバリー伯爵 ジョン・ウッドハウス (1826–1902)                         | 1870年7月6日 -1874年2月17日    | 自由党         |                     | 第1次グラッドストン内閣 (自由党)          |
|      |                                  | 第4代カーナーヴォン伯爵 ヘンリー・ハーバート (1831–1890)                    | 1874年2月21日 -1878年2月4日    | 保守党         |                     | 第2次ディズレーリ内閣 (保守党)            |
|      |                                  | サー・マイケル・ヒックス・ビーチ (1837–1916)                                | 1878年2月4日 -1880年4月21日    | 保守党         |                     | 第2次ディズレーリ内閣 (保守党)            |
|      |                                  | 初代キンバリー伯爵 ジョン・ウッドハウス (1826–1902)                         | 1880年4月21日 -1882年12月16日  | 自由党         |                     | 第2次グラッドストン内閣 (自由党)          |
|      |                                  | 第15代ダービー伯爵 エドワード・スタンリー (1826–1893)                       | 1882年12月16日 -1885年6月9日   | 自由党         |                     | 第2次グラッドストン内閣 (自由党)          |
|      |                                  | フレデリック・スタンリー (1841–1908)                                        | 1885年6月24日 -1886年1月28日   | 保守党         |                     | 第1次ソールズベリー侯爵内閣 (保守党)      |
|      |                                  | 第2代グランヴィル伯爵 グランヴィル・ルーソン＝ゴア (1815–1891)              | 1886年2月6日 -1886年7月20日    | 自由党         |                     | 第3次グラッドストン内閣 (自由党)          |
|      |                                  | エドワード・スタンホープ (1840–1893)                                        | 1886年8月3日 -1887年1月14日    | 保守党         |                     | 第2次ソールズベリー侯爵内閣 (保守党)      |
|      |                                  | 初代ナッツフォード子爵 ヘンリー・ホランド (1825–1914)                       | 1887年1月14日 -1892年8月11日   | 保守党         |                     | 第2次ソールズベリー侯爵内閣 (保守党)      |
|      |                                  | 初代リポン侯爵 ジョージ・ロビンソン (1827–1909)                             | 1892年8月18日 -1895年6月21日   | 自由党         |                     | 第4次グラッドストン内閣 (自由党)          |
|      | ローズベリー伯爵内閣 (自由党)    | 初代リポン侯爵 ジョージ・ロビンソン (1827–1909)                             | 1892年8月18日 -1895年6月21日   | 自由党         |                     |                                           |
|      |                                  | ジョゼフ・チェンバレン (1836–1914)                                          | 1895年6月29日 -1903年9月16日   | 自由統一党     |                     | 第3次ソールズベリー侯爵内閣 (保守党)      |
|      | バルフォア内閣 (保守党)          | ジョゼフ・チェンバレン (1836–1914)                                          | 1895年6月29日 -1903年9月16日   | 自由統一党     |                     |                                           |
|      |                                  | アルフレッド・リトルトン (1857–1913)                                        | 1903年10月11日 -1905年12月4日  | 自由統一党     |                     |                                           |
|      |                                  | 第9代エルギン伯爵 ヴィクター・ブルース (1849–1917)                          | 1905年12月10日 -1908年4月12日  | 自由党         |                     | キャンベル＝バナマン内閣                  |
|      |                                  | 初代クルー侯爵 ロバート・クルー＝ミルンズ (1858–1945)                       | 1908年4月12日 -1910年11月3日   | 自由党         |                     | アスキス内閣 (自由党)                     |
|      |                                  | 初代ハーコート子爵 ルイス・ハーコート (1863–1922)                           | 1910年11月3日 -1915年5月25日   | 自由党         |                     | アスキス内閣 (自由党)                     |
|      |                                  | アンドルー・ボナー・ロー (1858–1923)                                        | 1915年5月25日 -1916年12月10日  | 保守党         |                     | アスキス挙国一致内閣 (自由党)             |
|      |                                  | ウォルター・ロング (1854–1924)                                              | 1916年12月10日 -1919年1月10日  | 保守党         |                     | ロイド・ジョージ挙国一致内閣 (自由党)     |
|      |                                  | 初代ミルナー子爵 アルフレッド・ミルナー (1854–1925)                         | 1919年1月10日 -1921年2月13日   | 自由党         |                     | ロイド・ジョージ挙国一致内閣 (自由党)     |
|      |                                  | ウィンストン・チャーチル (1874–1965)                                        | 1921年2月13日 -1922年10月19日  | 自由党         |                     | ロイド・ジョージ挙国一致内閣 (自由党)     |
|      |                                  | 第9代デヴォンシャー公爵 ヴィクター・キャヴェンディッシュ (1868–1938)        | 1922年10月24日 -1924年1月22日  | 保守党         |                     | ロー内閣 (保守党)                         |
|      | 第1次ボールドウィン内閣 (保守党) | 第9代デヴォンシャー公爵 ヴィクター・キャヴェンディッシュ (1868–1938)        | 1922年10月24日 -1924年1月22日  | 保守党         |                     |                                           |
|      |                                  | ジェイムズ・ヘンリー・トマス (1874–1949)                                    | 1924年1月22日 -1924年11月3日   | 労働党         |                     | 第1次マクドナルド内閣 (労働党)            |
|      |                                  | レオ・アメリー (1873–1955)                                                  | 1924年11月6日 -1929年6月4日    | 保守党         |                     | 第2次ボールドウィン内閣 (保守党)          |
|      |                                  | 初代パスフィールド男爵 シドニー・ウェッブ (1859–1947)                       | 1929年6月7日 -1931年8月24日    | 労働党         |                     | 第2次マクドナルド内閣 (労働党)            |
|      |                                  | ジェイムズ・ヘンリー・トマス (1874–1949)                                    | 1931年8月25日 -1931年11月5日   | 挙国派労働機構 |                     | マクドナルド挙国一致内閣 (挙国派労働機構) |
|      |                                  | フィリップ・カンリフ＝リスター (1884–1972)                                  | 1931年11月5日 -1935年6月7日    | 保守党         |                     | マクドナルド挙国一致内閣 (挙国派労働機構) |
|      |                                  | マルコム・マクドナルド (1901–1981)                                          | 1935年6月7日 -1935年11月22日   | 挙国派労働機構 |                     | 第3次ボールドウィン内閣 (保守党)          |
|      |                                  | ジェイムズ・ヘンリー・トマス (1874–1949)                                    | 1935年11月22日 -1936年5月22日  | 挙国派労働機構 |                     | 第3次ボールドウィン内閣 (保守党)          |
|      |                                  | ウィリアム・オームズビー＝ゴア (1885–1964)                                  | 1936年5月28日 -1938年5月16日   | 保守党         |                     | 第3次ボールドウィン内閣 (保守党)          |
|      | チェンバレン内閣 (保守党)        | ウィリアム・オームズビー＝ゴア (1885–1964)                                  | 1936年5月28日 -1938年5月16日   | 保守党         |                     |                                           |
|      |                                  | マルコム・マクドナルド (1901–1981)                                          | 1938年5月16日 -1940年5月12日   | 挙国派労働機構 |                     |                                           |
|      | チェンバレン戦時内閣 (保守党)    | マルコム・マクドナルド (1901–1981)                                          | 1938年5月16日 -1940年5月12日   | 挙国派労働機構 |                     |                                           |
|      |                                  | 初代ロイド男爵 ジョージ・ロイド (1879–1941)                                 | 1940年5月12日 -1941年2月4日    | 保守党         |                     | チャーチル戦時内閣 (保守党)               |
|      |                                  | 初代モイン男爵 ウォルター・ギネス (1880–1944)                               | 1941年2月8日 -1942年2月22日    | 保守党         |                     | チャーチル戦時内閣 (保守党)               |
|      |                                  | クランボーン子爵 ロバート・ガスコイン＝セシル (1893–1972)                   | 1942年2月22日 -1942年11月22日  | 保守党         |                     | チャーチル戦時内閣 (保守党)               |
|      |                                  | オリヴァー・スタンリー (1896–1950)                                          | 1942年11月22日 -1945年7月26日  | 保守党         |                     | チャーチル戦時内閣 (保守党)               |
|      | チャーチル暫定内閣 (保守党)      | オリヴァー・スタンリー (1896–1950)                                          | 1942年11月22日 -1945年7月26日  | 保守党         |                     |                                           |
|      |                                  | ジョージ・ホール (1881–1965)                                                | 1945年8月3日 -1946年10月4日    | 労働党         |                     | アトリー内閣 (労働党)                     |
|      |                                  | アーサー・クリーチ・ジョーンズ (1891–1964)                                  | 1946年10月4日 -1950年2月28日   | 労働党         |                     | アトリー内閣 (労働党)                     |
|      |                                  | ジム・グリフィス (1890–1975)                                                | 1950年2月28日 -1951年10月26日  | 労働党         |                     | アトリー内閣 (労働党)                     |
|      |                                  | オリヴァー・リトルトン (1893–1972)                                          | 1951年10月28日 -1954年7月28日  | 保守党         |                     | 第3次チャーチル内閣 (保守党)              |
|      |                                  | アラン・レノックス＝ボイド (1904–1983)                                      | 1954年7月28日 -1959年10月14日  | 保守党         |                     | 第3次チャーチル内閣 (保守党)              |
|      | イーデン内閣 (保守党)            | アラン・レノックス＝ボイド (1904–1983)                                      | 1954年7月28日 -1959年10月14日  | 保守党         |                     |                                           |
|      | マクミラン内閣 (保守党)          | アラン・レノックス＝ボイド (1904–1983)                                      | 1954年7月28日 -1959年10月14日  | 保守党         |                     |                                           |
|      |                                  | イアン・マクラウド (1913–1970)                                              | 1959年10月14日 -1961年10月9日  | 保守党         |                     |                                           |
|      |                                  | レジナルド・モードリング (1917–1979)                                        | 1961年10月9日 -1962年7月13日   | 保守党         |                     |                                           |
|      |                                  | ダンカン・サンズ (1908–1987)                                                | 1962年7月13日 -1964年10月16日  | 保守党         |                     |                                           |
|      | ダグラス＝ヒューム内閣 (保守党)  | ダンカン・サンズ (1908–1987)                                                | 1962年7月13日 -1964年10月16日  | 保守党         |                     |                                           |
|      |                                  | アンソニー・グリーンウッド (1911–1982)                                      | 1964年10月18日 -1965年12月23日 | 労働党         |                     | 第1次-第2次ウィルソン内閣 (労働党)        |
|      |                                  | 第7代ロングフォード伯爵 フランク・パッケナム (1905–2001)                    | 1965年12月23日 -1966年4月6日   | 労働党         |                     | 第1次-第2次ウィルソン内閣 (労働党)        |
|      |                                  | フレデリック・リー (1906–1984)                                              | 1966年4月6日 -1966年8月1日     | 労働党         |                     | 第1次-第2次ウィルソン内閣 (労働党)        |

植民地大臣廃止後、以下のポストが植民地に関する事務を管掌している。
- 英連邦大臣 (1966年–1968年)
- 外務・英連邦・開発大臣 (1968年–現在)